# RIZIN.35
湘南美容クリニック presents RIZIN.35（ショウナンビヨウクリニック・プレゼンツ・ライジン・サーティーファイブ）は、日本の総合格闘技団体「RIZIN」の大会の一つ。
2022年4月17日に東京都調布市武蔵野の森総合スポーツプラザで開催された。

## 概要
同会場で前日4月16日に開催されたRIZIN TRIGGER 3rdの第3試合終了後に本大会の前日公開計量が行われた。
第7試合では高阪剛の引退試合が行われ、試合終了後には引退セレモニーが行われた。
第8試合からメインイベントの第10試合まではタイトルマッチが3試合行われ、第8試合のスーパーアトム級タイトルマッチでは挑戦者・伊澤星花が王者・浜崎朱加に判定勝利を収め第4代スーパーアトム級王者に輝き、第9試合のフェザー級タイトルマッチでは王者・牛久絢太郎が初代フェザー級王者で挑戦者の斎藤裕と再戦し、判定勝利を収め初防衛に成功、メインイベントのライト級タイトルマッチでは王者・ホベルト・サトシ・ソウザが挑戦者・ジョニー・ケースに1Rで腕ひしぎ三角固めによる勝利を収めRIZIN王者としては最多の2度目の防衛に成功した。

## 対戦カード
第1試合 MMAルール 66.0kg契約ワンマッチ 5分3R
×  芦田崇宏 vs.  カイル・アグォン ○
3R終了 判定0-3
第2試合 MMAルール 66.0kg契約ワンマッチ 5分3R
○  ヴガール・ケラモフ vs.  中島太一 ×
1R 2:00 三角絞め
第3試合 MMAルール 61.0kg契約ワンマッチ 5分3R
○  元谷友貴 vs.  アラン“ヒロ”ヤマニハ ×
3R終了 判定3-0
第4試合 MMAルール 120.0kg契約ワンマッチ 5分3R
○  シビサイ頌真 vs.  リハーズ・ビギス ×
1R 1:36 TKO（グラウンドパンチ）
第5試合 MMAルール 71.0kg契約ワンマッチ 5分3R
×  武田光司 vs.  スパイク・カーライル ○
2R 1:35 フロントチョーク
第6試合 女子MMAルール 49.0kg契約ワンマッチ 5分3R
○  浅倉カンナ vs.  SARAMI ×
3R終了 判定3-0
第7試合 MMAルール 120.0kg契約ワンマッチ 5分3R
○  高阪剛 vs.  上田幹雄 ×
1R 2:05 TKO（グラウンドパンチ）
第8試合 女子MMAルール 49.0kg契約 5分3R
RIZIN女子スーパーアトム級タイトルマッチ
×  浜崎朱加 vs.  伊澤星花  ○
3R終了 判定0-3
※伊澤が王座獲得に成功。第4代女子スーパーアトム級王者となった。
第9試合 MMAルール 66.0kg契約 5分3R
RIZINフェザー級タイトルマッチ
○  牛久絢太郎  vs.  斎藤裕 ×
3R終了 判定3-0
※牛久が王座の初防衛に成功。
第10試合 MMAルール 71.0kg契約 5分3R
RIZINライト級タイトルマッチ
○  ホベルト・サトシ・ソウザ vs.  ジョニー・ケース ×
1R 3:32 腕ひしぎ三角固め
※ソウザが2度目の王座防衛に成功。